# Pietro Nascimbene
Pietro Nascimbene, né le 22 février 1930 à Montalto Pavese en Lombardie et mort le 4 août 2022 à Borgoratto Mormorolo, est un coureur cycliste italien. Professionnel dans les années 1950 et 1960, il a notamment remporté une étape du Tour d'Italie,.

## Palmarès
- 1953
  - Tour d'Ombrie
    - Classement général
    - 1re étape

  - 2e de Milan-Tortone
- 1954
  - 6ea (contre-la-montre) et 6eb étapes du Tour de Belgique indépendants
- 1955
  - 10ea étape du Tour du Maroc
  - 7e étape du Tour des Asturies
  - 2e du Trofeo Fenaroli
- 1956
  - 11e étape du Tour d'Italie
  - 8e du Tour de Suisse
- 1958
  - 1re étape de Paris-Nice

## Résultats sur les grands tours

### Tour d'Italie
4 participations
- 1955 : 70e
- 1956 : 33e, vainqueur de la 12e étape
- 1957 : 60e
- 1959 : abandon

### Tour de France
1 participation
- 1958 : 34e

### Tour d'Espagne
1 participation
- 1959 : abandon